# Кузьминовка (Шенталинский район)
Кузьминовка — поселок в Шенталинском районе Самарской области в составе сельского поселения Старая Шентала.

## География
Находится на расстоянии примерно 8 километров по прямой на юго-восток от районного центра станции Шентала.

## Население
Постоянное население составляло 5 человек (мордва 60%) в 2002 году, 9 в 2010 году.